# Pedro de Alcántara Álvarez de Toledo, 13:e hertig av Infantado

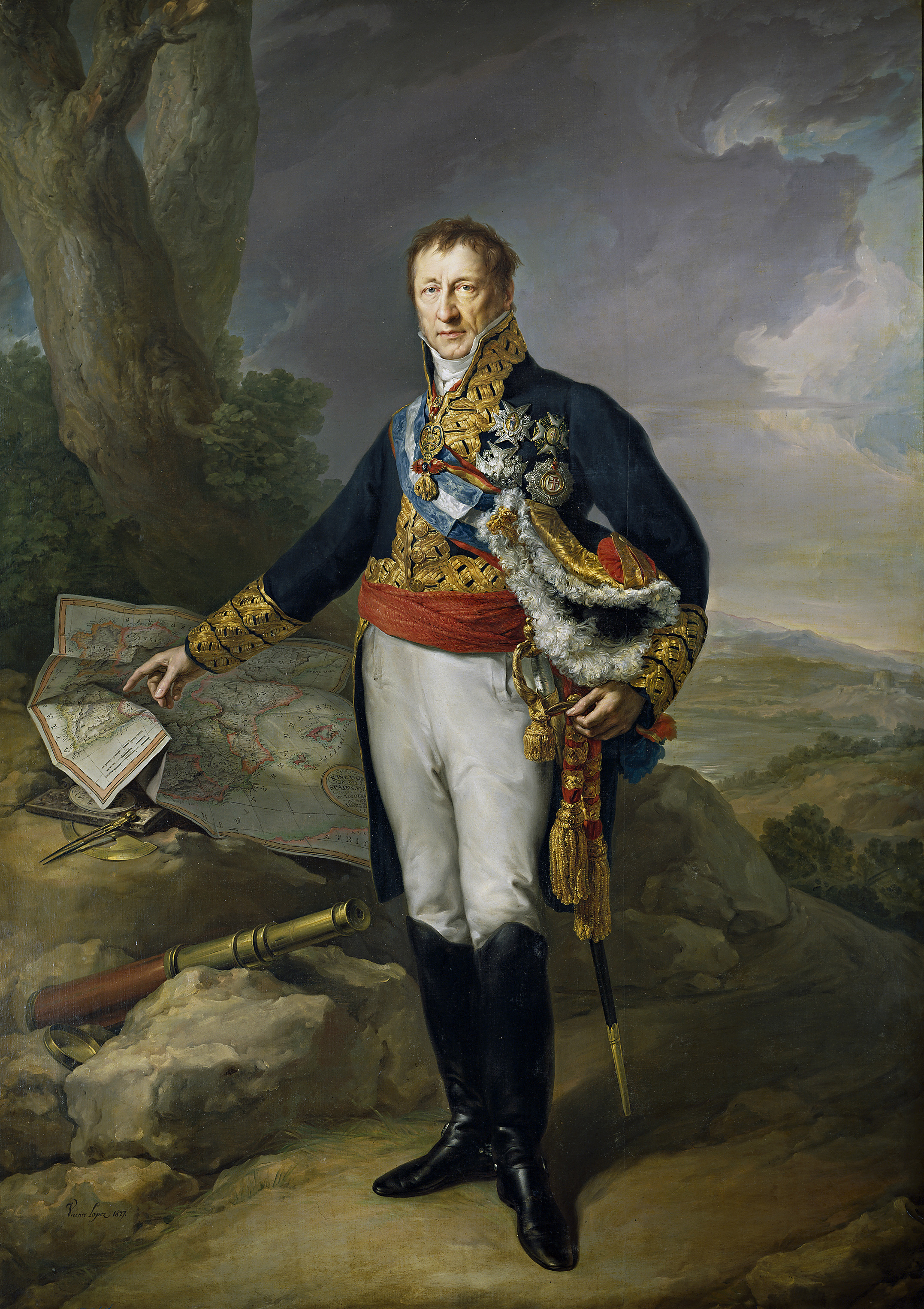
Pedro de Alcántara Álvarez de Toledo, 13:e hertig av Infantado.

Pedro de Alcántara Álvarez de Toledo y Salm Salm, 13:e hertig av Infantado, född den 20 juli 1768, död den 27 november 1841, var en spansk statsman.
Hertigen av Infantado gjorde sig bemärkt som deltagare i den opposition, som prinsen av Asturien, i mitten av 1800-talets första årtionde väckte mot sin far, Karl IV, och dennes mäktige minister Godoy. Efter Ferdinands tronbestigning (1808) blev hertigen överbefälhavare för gardet och president i Kastiliens råd. Då han samma år på mötet i Bayonne insåg fruktlösheten av varje försök att avvärja Napoleon I:s egenmäktiga förfogande över Spaniens krona, slöt han sig till Josef Bonaparte, men gick redan i juli samma år över till det nationella partiet och deltog som kårbefälhavare i frihetskampen. 
Avsatt från sitt befäl 1809, vistades han i London till 1811, då cortes utnämnde honom till president i det nybildade regeringsrådet för Spanien och Indierna. Efter restaurationen innehade han åter sina forna ämbeten, men förlorade dem ånyo efter revolutionen 1820 som utpräglad reaktionär. Hertigen av Infantado blev efter absolutismens återställande 1823 först överbefälhavare för gardet och därefter 1824 generalkapten för armén. Han var ledare för det reaktionära partiet och efterträdde 1825 Cea som ministerpresident, men måste redan i augusti 1826 avgå från dessa poster, varefter han inte vidare tog någon verksam del i de politiska händelserna.